# ヴイテック
ヴイテック株式会社（英文名称V-Tech Corporation）は、かつて塩化ビニル樹脂、塩ビモノマーおよび苛性ソーダなどの電解製品の製造を行っていた企業。三菱化学と東亞合成の合弁により設立された。塩化ビニル樹脂の販売量は日本国内第5位であった。

## 事業所
- 本社 - 〒108-0014 東京都港区芝四丁目14番1号 三菱ケミカルホールディングスビル10階
- 大阪営業部 - 〒541-0044 大阪府大阪市中央区伏見町4-1-1 明治安田生命大阪御堂筋ビル7F
- 水島工場・開発研究所 〒712-8054 岡山県倉敷市潮通3-10

設備能力 - 塩ビモノマー年間39万1千トン、電解製品年間18万トン（苛性ソーダ97%換算）
- 四日市工場・開発研究所 〒510-8530 三重県四日市市東邦町1

設備能力 - 塩化ビニル樹脂年間10万トン
- 川崎工場 〒210-0862 神奈川県川崎市川崎区浮島町7-4

設備能力 - 塩化ビニル樹脂年間12万トン

## 事業の撤退・解散
塩化ビニル樹脂の需要低迷により収益改善の見込みが立たないとして、2009年（平成21年）5月7日に、3箇所の生産設備を2011年（平成23年）3月末までに停止し、塩ビ事業からの撤退を発表した。2008年（平成20年）12月期の営業実績は売上高452億円、最終損益は約30億円の赤字。累積損失は約170億円。2011年（平成23年）9月末で解散し、併せて清算を完了した。